# 信長公記

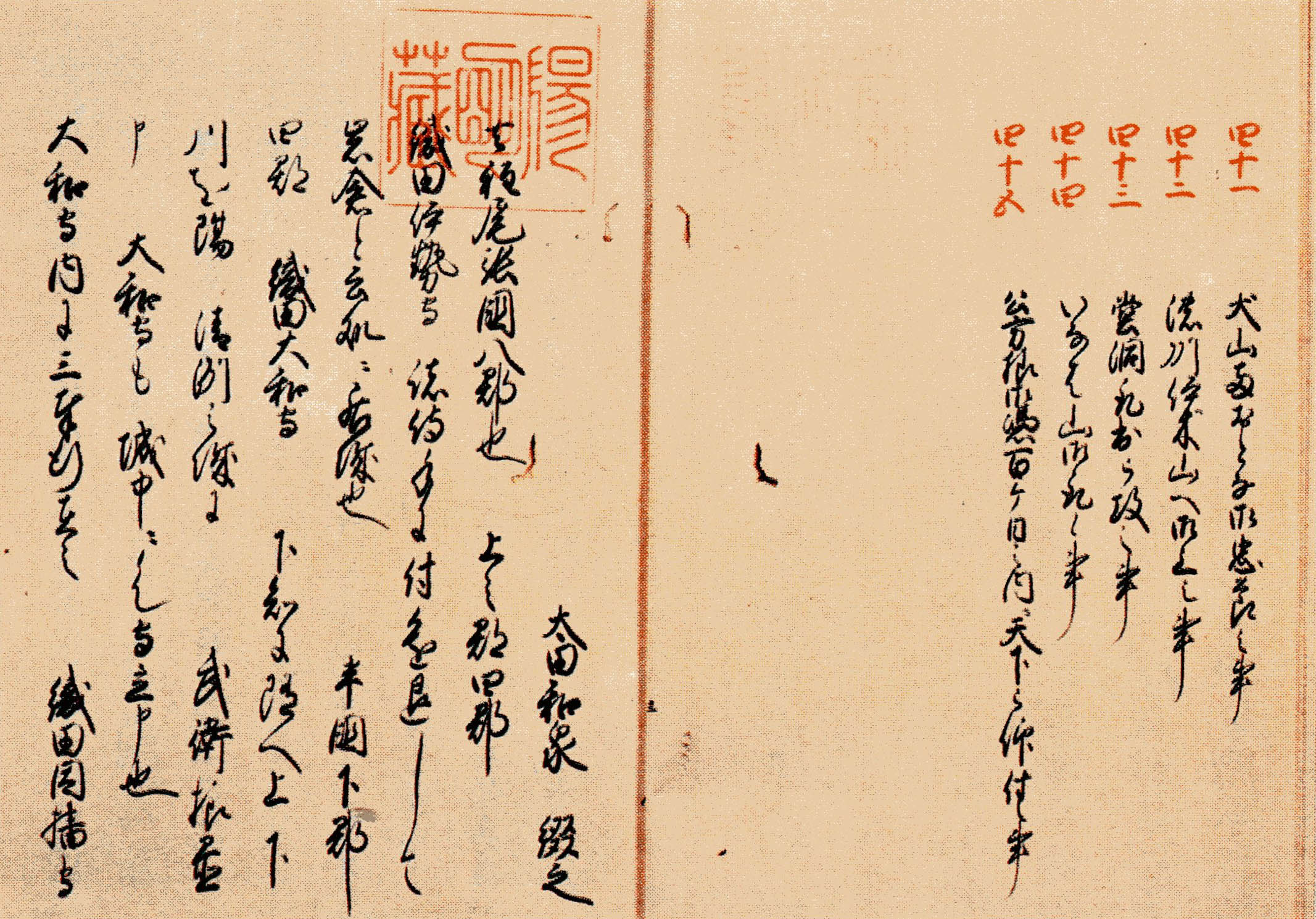
信長公記/陽明文庫所蔵

『信長公記』（しんちょうこうき、のぶながこうき）は、戦国大名・織田信長の一代記。戦国時代から安土桃山時代にかけての史料。『信長記』とも呼ばれる。著者は信長旧臣の太田牛一。原本は江戸時代初期に成立した。全16巻。米沢藩上杉氏旧蔵本である個人蔵10冊本の内題が「しんちやうき」なので「しんちょうき」と読まれていたと考えられている。

## 概要
史上初めての織田信長の一代記。信長の幼少時代から信長が足利義昭を奉じて上洛する前までを首巻とし、永禄11年（1568年）の上洛から天正10年（1582年）の本能寺の変に至る15年の記録を1年1巻とし、全16巻（16冊）にまとめている。自筆本である池田本には15巻にまとめた旨が記載されており、首巻は本編と別物と見られている。
1巻が1年分を扱っており、全15巻で15年間の内容を網羅している。織田信長を知る上で優れた資料であるが、日本で本格的に研究が始まったのは1965年頃と比較的最近のことであり、未解明な点も少なくない。
牛一が奥書で「故意に削除したものはなく、創作もしていない。これが偽りであれば神罰を受けるであろう」と記しているように、著述姿勢は真摯であり、年月日を記して編年的にまとめられ、一部錯綜が認められる箇所もみられるが、文書上から確認される事跡を正確に記している。また筆者が長期間信長の側近であったこともあり、史料としての信頼が高く、研究者の間でも信憑性は他の軍記物と一線を画していると評価されている。資料としては二次資料に位置づけられるが、内容の信頼性は一次史料に準じた評価を受けている。
内容には信長とは無関係な話も多く含まれていることや、第一巻の冒頭に「永禄十一年戊辰以来織田弾正忠信長公の在世、且これを記す」という記載があることから、この記録は織田信長の記録ではなく、信長が生きた社会の記録ではないかという見方もある。

## 成立
太田牛一は尾張春日郡の出自で、信長の死後には織田家臣の丹羽長秀に右筆として仕え、長秀の没後には豊臣秀吉に仕えている。『信長公記』は長秀・秀吉家臣時代の記録をもとに編纂されたと考えられている。
藤本正行は著書『信長の戦争』の中で、同じ本の中でありながら、信長に対して「上様」「信長公」「信長」と表現が変わっている部分や、徳川家康を「家康」と呼び捨てにしていたり「家康公」「家康卿」「家康殿」と敬称をつけている箇所などがある点に言及し、さまざまな時期に書いたメモのようなものを切り貼りして一冊の本として作り上げたものであるとみている。

## 影響
牛一の晩年期である慶長16年（1611年）頃、牛一の『信長（公）記』を元にその他の逸話を加えて、小瀬甫庵が『信長記』を著述した。甫庵の『信長記』は元和8年（1622年）に刊行され、以後も版を重ねて一般に広まった。どちらも『信長記』と呼ばれるが、現在は混同を防ぐため、牛一のものを『信長公記』と呼ぶのが一般的である。対して甫庵の方を『甫庵信長記』と呼ぶこともある。
『甫庵信長記』は、基本的な内容を『信長公記』に依拠してはいるが、所々内容が異なり、甫庵自身の再仕官の意図や、儒教的価値観などの諸事情により、甫庵自身の歴史観に基づいて歴史を解釈した軍記物に近い書籍である。同時代の史書で（同様に創作が多いと指摘される）『三河物語』からすらも「イツハリ多シ」と指摘されている。一方で甫庵は、牛一を「愚にして直」と評し、その創作性の無さ、事実をなぞっているだけの簡素な内容を批判しており、記録というよりも、読み物として読み手を意識して書いたことがうかがえる。それゆえに、『甫庵信長記』は同じ甫庵の『太閤記』に類似し、近世社会において刊本として広く流布して親しまれ、今日に至るまで桶狭間の戦いや長篠の戦いなど信長・秀吉期の合戦史に関する基本的イメージを構築する読本となった。
信長の一代記として、その後も『織田真記』（織田長清）、『総見記』（遠山信春）などの諸作が作られた。

## 内容
信長自身については、果断にして正義を重んじる性格であり、精力的で多忙、情誼が厚く道理を重んじる古今無双の英雄として描かれている。
東大寺大仏殿を焼いた松永久秀が、焼いたのと同じ10月10日に鹿角兜（鹿は奈良にて神鹿として敬われる）を付けた織田信忠によって奈良・信貴山城で自刃に追い込まれ、人々は春日明神の祟りであると噂したと記述しており、神道・仏教・儒教が融合した中世的道徳がうかがえたり、信長に離反した荒木村重の妻子の最期を憐れんで村重と妻との短歌のやり取りを詳細に記すなど、客観的ながらも牛一の価値観や人物観を現す内容となっている。
この文献は二次資料であるが、一般的に他の二次史料に比べ記述は正確であるとされている。しかし、平成末期以降の研究では否定されている斎藤道三が一代で美濃国の国主に上り詰めたことや、松永久秀の多聞山城引き渡しの年次がずれていることなど、他の資料によって誤りが発見されることもある。良質な編纂物として史料的な価値も高いが、二次史料であることには変わりがない。そのため『信長公記』を研究に使う際には、この文献（または特定の写本）を単独で使い全面的に依拠するのではなく、別の一次資料や二次資料も確認したり、別の写本（または原本）と内容の突き合わせを行ったりするなど、適切な史料批判をすることが大切とされている。

### 各巻の概要
首巻 永禄10年（1567年）まで
天文15年（1546年）、信長元服。天文21年（1552）頃、父織田信秀が死、家督相続。天文23年、清洲城攻略。永録1年（1558年）、弟織田信勝を謀殺。永禄2年、岩倉城を攻略。永録3年桶狭間の戦い。永禄7年、犬山城を攻略し尾張統一。永録10年、稲葉山城の戦いで岐阜を攻略。
巻1 永禄11年（1568年）
［2月、北伊勢を征服。（勢州軍記）］ 7月、足利義昭を招く。9月、近江の六角氏を破り、入京。10月、三好三人衆らを破り、畿内平定。義昭は征夷大将軍。
巻2 永禄12年（1569年）
2月、義昭のために二条御所を建築開始、4月、完成。10月、南伊勢攻め（大河内城の戦い）。
巻3 元亀1年（1570年）
4月、朝倉義景を攻めたが 浅井長政が離反したため京へ逃走（金ヶ崎の戦い）。改めて6月に朝倉・浅井軍と姉川の戦い。9月に石山本願寺が敵対（野田・福島の戦い）。9月、近江志賀の陣で対決した朝倉・浅井軍を比叡山延暦寺が保護。
巻4 元亀2年（1571年）
5月、長島を攻めたが撤退。9月、坂本および比叡山を焼き討ち。
巻5 元亀3年（1572年）
7月、浅井の小谷城を攻めたが撤退。10月、武田信玄が甲府から西上。12月、三方ヶ原の戦いで徳川家康が敗北。
巻6 天正1年（1573年）
［4月、信玄が病死。］ 7月、義昭を追放（槙島城の戦い）。8月、朝倉・浅井滅亡（一乗谷城の戦いと小谷城の戦い）。11月、佐久間信盛が三好義継を滅ぼす（若江城の戦い）。
巻7 天正2年（1574年）
4月、越前を一向一揆が支配。9月、長島一向一揆を殲滅。
巻8 天正3年（1575年）
5月、長篠の戦い。8月、越前一向一揆を殲滅。9月から柴田勝家が越前を支配。11月、信長は権大納言・右近衛大将。
巻9 天正4年（1576年）
1月、安土城を築城開始。5月、本願寺と天王寺の戦い。7月、第一次木津川口の戦いで毛利方の村上水軍に敗北。
巻10 天正5年（1577年）
3月、雑賀紀州攻め。10月、織田信忠が松永久秀を滅ぼす（信貴山城の戦い）。10月、羽柴秀吉が播磨から中国攻めを開始。［11月、信長は従二位・右大臣。］
巻11 天正6年（1578年）
2月、播磨の別所長治が謀反。［3月、上杉謙信が急死。］ 10月、斎藤利治が飛騨経由で越中攻め（月岡野の戦い）。11月、鉄甲船を使った第二次木津川口の戦いで大阪湾の制海権を握る。以後本願寺を兵糧攻め。11月、摂津の荒木村重が謀反。
巻12 天正7年（1579年）
5月、安土城完成。明智光秀が8月に丹波を、10月に丹後を平定。備前の宇喜多直家が毛利から織田へつく。12月、荒木一族を処刑。
巻13 天正8年（1580年）
1月、秀吉が三木合戦の末に播磨を平定。3月、小田原の北条氏政と同盟。5月、羽柴秀長が但馬を平定。 8月、本願寺が降伏し、大坂本願寺戦争終結。11月、勝家が加賀を平定。
巻14 天正9年（1581年）
2月、京都御馬揃え。9月、織田信雄が伊賀を平定（天正伊賀の乱）。10月、秀吉が鳥取城を兵糧攻め。
巻15 天正10年（1582年）
3月、信忠の甲州征伐で武田氏滅亡。5月、秀吉が備中高松城の戦いで水攻め。［6月、勝家が越中魚津城を攻略。］ 6月、本能寺の変。
（［ ］内は信長公記に記載がない事項の補足。）

## 諸本と刊本
写本を含めると20種類以上が残されており、『安土日記』、『安土記』、『信長記』、『信長公記』など様々である。短編や残闕本を含めると70本以上が確認されている。大名や公家などに写本で伝わり、明治時代になって初めて刊行された。

### 太田牛一自筆本
- 『永禄十一年記』（1巻）：永禄11年（1568年）の部分のみ。尊経閣文庫所蔵。
- 池田家本『信長記』（15巻）：岡山大学付属図書館池田家文庫所蔵。姫路城主・池田輝政に献上されたもの。首巻なし。重要文化財。第12巻のみ古写本。岡山大学附属図書館のデジタルアーカイブの古文献ギャラリーで閲覧可能。
- 建勲神社本『信長公記』（15巻）：京都・建勲神社所蔵。首巻なし。重要文化財。
- 太田牛一旧記 ：織田裕美子（織田家16代当主、有楽流17代宗家）所蔵。大坂本願寺との戦いを中心に書かれたもの。本来は無題であり、『石山軍記他色々書込』『別本御代々軍記』などとも呼ばれる。

### 写本
- 安土日記：尊経閣文庫所蔵。巻11・12のみの残闕本であるが、信長を「上様」とし、後の刊本には存在しない記述もあるなど原初の信長公記であると見られている[7]。
- 町田本：町田久成旧蔵本（所在不明[18]）。『我自刊我書』（明治13年（1880年） - 17年（1884年）にかけて甫喜山景雄が刊行）、後に『史籍集覧』に収められた。国立国会図書館デジタルコレクションで閲覧可能。
- 陽明文庫本：近衛家所蔵本。首巻以外は建勲神社本の写本[19]。角川文庫版の底本として有名。
- 天理本：天理大学附属天理図書館所蔵の写本。

## 海外での信長公記
ブリル社が英語版の信長公記を出版したことをきっかけにして、海外でも信長公記は研究の対象となっている。しかしながら、海外の研究家や歴史学者は訳本の元となった尊経閣文庫（前田本）の内容を史料批判をすることなく信用し、極端に依存する傾向があり、池田本など異なる版との比較や、一次資料で内容を確認していない。また、二次資料や他人の研究内容を参考文献を確認することなく引用し、そこに自分の意見、戦国時代ではなく現代の価値観を基準にした解釈などを重ねていくことでフィードバックループ（循環報告）が生じ、間違いが積み重なっており、その状況は芳しくないと指摘がある。その原因のひとつは、日本の文献を研究できるほど日本語の語学力がないことと考えられている。

## 書籍情報
- 太田牛一; 桑田忠親校注 『信長公記』 新人物往来社 新訂版1997年、ISBN 4404024932
- 太田牛一; 中川太古 訳『現代語訳 信長公記』新人物往来社、2006年。 上巻 ISBN 4404032994、下巻 ISBN 4404033001
  - 太田牛一; 中川太古 訳『現代語訳 信長公記』（Kindle）中経出版〈新人物文庫〉、2013年。ASIN B00G6E8E7A
  - 太田牛一; 中川太古 訳『現代語訳 信長公記』KADOKAWA〈新人物文庫〉、2013年。ISBN 9784046000019。
- 太田牛一; 奥野高廣・岩沢愿彦校注 『信長公記』 角川文庫、1984年、のち角川文庫ソフィア
- 太田牛一; 榊山潤 訳『信長公記 原本現代訳』。 教育社歴史新書（上下）1991年、ISBN　4315401005、ISBN 4315401013。／ちくま学芸文庫、2017年、ISBN 9784480097774。
- 太田牛一 著、近藤瓶城 編『国立国会図書館デジタルコレクション 信長公記』 第19、近藤出版部〈史籍集覧〉、1926年。

外国語版・翻訳
- 英語：　Ota, Guichi. The Chronicle of Lord Nobunaga (Brill's Japanese Studies Library, 36). trans. by J.S.A. Elisonas J.P. Lamers. Brill, 2011. 520 p. ISBN 978-90-04-20162-0
- ウクライナ語：Ота, Ґюїчі. Записи про князя Нобунаґу // Коваленко О. Самурайські хроніки. Ода Нобунаґа. Київ: Дух і Літера, 2013. 960 с. ISBN 978-966-378-293-5

## 関連作品
- 小島剛夕『マンガ日本の古典22 信長公記』 中央公論新社〈中公文庫〉、2001年
- 甲斐谷忍『新・信長公記〜ノブナガくんと私〜』 週刊ヤングマガジン〈講談社〉、2019年